# 제2차 세계 대전 기간 영국의 군사사
영국과 영국령 인도 제국, 그리고 기타 영국의 식민지들은 1939년 나치 독일에 선전포고를 하였다. 본격전인 전쟁은 1941년 나치 독일의 동맹국이었던 일본 제국이 아시아에 있는 영국령 식민지들을 공격하면서 시작되었다. 1945년 연합국은 추축국을 상대로 승전을 거두었다.

## 전쟁 이전 국방력
비록 영국이 1939년 전부터 군사력을 증강시키기 위해 막대한 재정적 지출을 감수하였지만, 나치 독일에서 군사력을 증강을 위해 투입하는 자금력 수준을 따라잡지는 못하였다. 특히 영국 육군은 독일 육군에 비해 월등히 취약하였다. 오직 영국 해군만이 독일 해군 수상 함대에게 압도적인 전력을 갖추고 있었고 그로 인하여 독일 해군은 잠수함 위주의 공격적인 통상 파괴 및 봉쇄 전략과 수상함대의 분산 운용 전략을 고수하였다. 전쟁 발발시 영국 육군이 실제로 투입할 수 있는 전력은 9개 사단이 전부였던 데 반해, 나치 독일은 78개의 사단을 갖고 있었다.

## 전쟁 개시
제2차 세계 대전은 전쟁 발발 기운이 무르익은 가운데 갑작스럽게 시작되었다. 1939년 8월에서부터 9월 초 무렵 페킹 작전에 따라 폴란드 해군의 구축함 세 척(ORP 부르자, ORP 브위스카비차, ORP 그롬)이 영국의 진영으로 피신하였다. 이후 전쟁이 끝날 때까지 이 세 척의 구축함은 영국 해군과 함께 싸웠다.
같은 해 9월 3일 독일군이 폴란드를 침공하자(폴란드 침공) 영국과 프랑스는 즉시 영국-폴란드 군사 동맹에 따라 24시간 내에 독일군이 폴란드에 철수하지 않을 시 독일에 전쟁을 선포하겠다고 선언하였다. 폴란드가 독일에 점령당하자 ORP 오제우와 ORP 빌크 등 폴란드 해군 잠수함 두 척이 영국 항구로 피신하면서 영국 해군은 지원군을 얻게 되었다. 영국으로 피신한 폴란드 해군은 부족한 전력은 영국의 함선들을 임대하여 편입시키는 방식으로 보충하였다.
한편 영국 정부는 즉시 영국 해외 파견군(BEF)을 보내 프랑스를 지원하도록 하였다.

## 같이 보기
- 무기대여법